# La gente d'Italia
La gente d'Italia, quotidiano italiano delle Americhe, è un giornale fondato nel 2000 da Maria Josette Caprio e Domenico Porpiglia.
Nato come mensile, è diventato poi settimanale e dal 2003 è quotidiano.
Con redazioni e corrispondenti in Canada, a New York, Santo Domingo, Miami, Montevideo, Buenos Aires e Roma, il giornale viene stampato a Montevideo e diffuso ogni giorno nell'America del Sud attraverso El País.